# どこもかしこも駐車場
どこもかしこも駐車場（どこもかしこもちゅうしゃじょう）は、森山直太朗の楽曲。2013年12月11日にリリースされたアルバム『自由の限界』の2曲目に収録された。

## 概要
『自由の限界』の2曲目に収録された楽曲。オリコンチャートでは最高25位を記録した。また、2016年9月21日にリリースされた15周年記念オールタイムベストアルバム『大傑作撰』にも収録された。『大傑作撰』はオリコンチャートでは4位を記録した。
2018年には、本曲の歌詞について、駐車場市場のタイムズが森山に反論レポートを送った事もあった。

## ミュージック・ビデオ
本曲のMVは12月に井の頭恩賜公園で撮影された。